# Mosaeleberis
Mosaeleberis is een geslacht van kreeftachtigen uit de klasse van de Ostracoda (mosselkreeftjes).

## Soorten
- Mosaeleberis argentinensis Bertels, 1969 †
- Mosaeleberis bohemica Pokorny, 1980 †
- Mosaeleberis crassa Pokorny, 1980 †
- Mosaeleberis curfsensis Deroo, 1966 †
- Mosaeleberis damottae Clarke, 1983 †
- Mosaeleberis exponens Liebau, 1991
- Mosaeleberis hypha (Crane, 1965) Hazel & Brouwers, 1982 †
- Mosaeleberis interruptella Deroo, 1966 †
- Mosaeleberis lerichei Deroo, 1966 †
- Mosaeleberis lyelli (Veen, 1936) Deroo, 1966 †
- Mosaeleberis macrophthalma (Bosquet, 1847) Deroo, 1966 †
- Mosaeleberis ornatoreticulata (Reyment, 1963) Reyment, 1981 †
- Mosaeleberis pergensi (Veen, 1936) Deroo, 1966 †
- Mosaeleberis ponsensis Colin & Damotte, 1985 †
- Mosaeleberis reesidei (Swain, 1948) Hazel & Brouwers, 1982 †
- Mosaeleberis rocanensis Rizzolo, 1969 †
- Mosaeleberis rutoti Deroo, 1966 †
- Mosaeleberis sagena (Crane, 1965) Hazel & Brouwers, 1982 †
- Mosaeleberis sculpta (Apostolescu, 1957) Ducasse, Guernet & Tambareau, 1985 †